# Latin Grammy Awards 2006
Cet article répertorie les nommés aux Latin Grammy Awards de 2006 dont la cérémonie s'est tenu au Madison Square Garden à New-York le 2 novembre 2006.

## Enregistrement de l'année
- Acompáñame a estar solo : Ricardo Arjona
- Te mando flores : Fonseca
- Más que nada : Sergio Mendes & The Black Eyed Peas
- La tortura : Shakira & Alejandro Sanz
- Me voy : Julieta Venegas

## Album de l'année
- Ahí vamos : Gustavo Cerati
- Cautivo : Chayanne
- Por favor, perdón y gracias : León Gieco
- Fijación Oral, Vol. 1 : Shakira
- Sal y limón : Julieta Venegas

## Chanson de l'année
- Al Acompáñame a estar solo : compositeur Ricardo Arjona
- Cuando a mi lado estás : compositeurs Pablo Manavello & Ricardo Montaner
- La Tortura : compositeurs Luis F. Ochoa, Alejandro Sanz & Shakira
- Nada es para siempre : compositeur Amaury Gutiérrez
- Tu Corazón : compositeur Lena

## Meilleure révélation
- Calle 13
- Céu
- Inés Gaviria
- Lena
- Pamela

## Meilleur Album pop féminin (chanté)
- Así soy yo : Anais
- A mi manera : Inés Gaviria
- Joyas prestadas : Niña Pastori
- Contigo me voy : Rosario
- Fijación Oral, Vol. 1 : Shakira
- El sexto sentido/Re+Loaded : Thalía

## Meilleur Album pop masculin (chanté)
- Adentro : Ricardo Arjona
- Amor : Andrea Bocelli
- Cautivo : Chayanne
- Paso a paso : Luis Fonsi
- Todo y nada : Ricardo Montaner

## Meilleur Album pop duo ou groupe
- Dulce Beat : Belanova
- Guapa : La Oreja de Van Gogh
- Acústico : La 5a. Estación
- Nuestro amor : RBD
- Mañana : Sin Bandera

## Meilleur Album urban
- Calle 13 : Calle 13
- Barrio Fino en directo : Daddy Yankee
- King of Kings : Don Omar
- Pa'l mundo : Wisin y Yandel

## Meilleur Album de rock vocal
- Infinito : Belén Arjona
- Inconsciente colectivo : Fabiana Cantilo
- Ahí vamos : Gustavo Cerati
- Indeleble : Alejandra Guzmán
- Ahora piden tu cabeza : Ariel Rot

## Meilleur Album de rock vocal duo ou groupe
- Lo demás es plástico : Black:guayaba
- Motel : Motel
- Casa : Natalia y La Forquetina
- Polbo : Polbo
- La llave de la puerta secreta : Rata Blanca

## Meilleur Album de rock alternatif
- Anoche : Babasónicos
- Un viaje : Café Tacuba
- Tijuana Sessions, Vol. 3 : Nortec Collective
- La vida moderna : Pastora
- Limón y sal : Julieta Venegas

## Meilleure Chanson rock
- Completamente : compositeur Chetes
- Crimen : compositeur Gustavo Cerati
- Dime ven : compositeur Rodrigo Dávila
- Un día no vuelve a empezar : compositeurs Jorge Pardo et Jorge Sabogal
- Volverte a amar : compositeurs Mario Domm y Alejandra Guzmán

## Meilleur Album de salsa
- Soy diferente : La India
- Decisión unánime : Víctor Manuelle
- Hoy, mañana y siempre : Tito Nieves
- Así es nuestra navidad : Gilberto Santa Rosa et El Gran Combo de Puerto Rico
- Directo al Corazón : Gilberto Santa Rosa

## Meilleur Album demerengue
- La hora de la verdad : Grupo Manía
- Amor de locos : Eddy Herrera
- Rankeao : Limit 21
- MQ : Milly Quezada
- 103 Boulevard : Johnny Ventura (es)

## Meilleur Album deCumbia/Vallenato
- Yo bailo cumbia : Alfa 8
- Grafiti de amor : Binomio de Oro de América
- Grandes éxitos en vivo : Jorge Celedón et Jimmy Zambrano
- Cien días de bohemia : Los Hermanos Zuleta
- Veinte años después... : Iván Ovalle

## Meilleur Album tropical contemporain
- Puro Cabas : Cabas
- Ciclón : Ciclón
- Corazón : Fonseca
- Más que suficiente : Chichi Peralta
- Una nueva mujer : Olga Tañón

## Meilleur Album tropical traditionnel
- Esta noche está para boleros : Chucho Avellanet
- Step Forward - The Next Generation : Juan De Marcos, Afro Cuban All Stars
- Siempre Compay : Grupo Compay Segundo
- Serenata en San Juan : Melina León et Los Tri-O
- Evolución : Plena libre

## Meilleure Chanson tropicale
- Dos soneros, una historia : compositeur Víctor Manuelle Ruiz
- Esa boquita : compositeurs Yoel Henríquez et Jorge Luis Piloto
- I Love Salsa! : compositeur Víctor Manuelle Ruiz
- La cadena de oro : compositeurs Cabas et Kike Santander
- Te mando flores : compositeur Juan Fernando Fonseca

## Meilleur Album deun cantautor[Quoi ?]
- Carioca : Chico Buarque
- Por favor, perdón y gracias : León Gieco
- Acariocando : Ivan Lins
- Como un campo de maíz : Pablo Milanés
- Orgullo de mujer : Alicia Villarreal

## Meilleur Albumranchero[Quoi ?]
- Historias de mi tierra : Pepe Aguilar
- Dos amores un amante : Ana Gabriel
- A toda ley : Pablo Montero
- El rey de las cantinas : Lupillo Rivera
- México En La Piel : Luis Miguel

## Meilleur Album d'un groupe
- Hay amor : Banda El Recodo de Cruz Lizarraga
- Rancherísimas con banda : Graciela Beltrán
- Prohibido : El Coyote y su Banda Tierra Santa
- Antes muertas que sencillas : Los Horoscopos De Durango
- Más allá del sol : Joan Sebastian

## Meilleur Albumgrupero[Quoi ?]
- No es brujería : Ana Bárbara
- Por tí : Bronco el gigante de América
- Por muchas razones te quiero : Grupo Bryndis
- Decórame el corazón : Guardianes del amor
- En el Auditorio Nacional : Joan Sebastian

## Meilleur Albumtejano[Quoi ?]
- Meilleur que nunca : Jimmy González y Grupo Mazz
- Nuevamente : La Mafia
- Las 3 Divas : Las 3 Divas
- Chicanisimo : Little Joe y La Familia
- Amor y fuego : Joe Posada

## Meilleur Albumnorteño[Quoi ?]
- Ya no llores : Ramón Ayala y sus Bravos del Norte
- Historias que contar : Los Tigres del Norte
- Pasión : Palomo
- Tu sombra : Pesado
- Volver Volver : Michael Salgado

## Meilleur Album tropical Mexicain
- Capitulo II Brinca : DJ Kane
- Amor y delirio : Los Acosta
- Cuando te enamoras : Los Angeles de Charly
- Interpretan éxitos de Juan Gabriel : Los Angeles Azules
- Kumbia Kings Live : A.B. Quintanilla III y Los Kumbia Kings
- 13 cumbias revolucionadas : Tropical Panama

## Meilleure Chanson mexicaine
- Aún sigues siendo mía : compositeur Osvaldo Villarreal
- Contra viento y marea : compositeurs Mauricio L. Arriaga y J. E. Murgia
- Corazón de fierro : compositeur Freddie Martínez, Sr.
- Más allá del sol : compositeur Joan Sebastián
- Sin tu amor : compositeur Ana Gabriel

## Meilleur Album instrumental
- Terra amantiquira : Banda Mantiqueira
- The Jazz Chamber Trio : Paquito D'Rivera
- Luis Salinas y amigos en España : Luis Salinas
- Moacir Santos: Choros y Alegría : Mario Adnet y Zé Nogueira
- Bebo : Bebo Valdés

## Meilleur Album folklorique
- Con el corazón... : Quique Domenech y Alejandro Croatto
- Puerto Rico te saluda... : Grupo Renacer
- Corazón libre : Mercedes Sosa
- Tarefero de mis pagos : Chango Spasiuk
- La guitarra argentina : Cacho Tirao
- Rumba en La Habana con... : Yoruba Andabo

## Meilleur Albumtango
- Café de los maestros : Varios Artistes
- Flores Negras Postangos en vivo en Rosario, Vol. II : Gerardo Gandini
- Ciudad secreta : María Estela Monti
- Letters from Argentina : Lalo Schifrin

## Meilleur Albumflamenco
- Un momento en el sonido : Vicente Amigo
- Picasso en mis ojos : Diego el Cigala
- Limón : Javier Limón
- Sueña La Alambra : Morente
- Mujeres : Estrella Morente

## Meilleur Album delatin jazz
- Aystelum : Ed Motta
- Listen Here! : Eddie Palmieri
- Solo : Gonzalo Rubalcaba
- Roda Carioca : Jovino Santos Neto
- World On A String : Dave Valentin

## Meilleur Album musique chrétienne (en espagnol)
- Aline : Aline Barros
- Vivo para ti : Daniel Calveti
- El aire de tu casa : Jesús Adrián Romero
- Dios es bueno : Marcos Witt

## Meilleur Album musique chrétienne (en portugais)
- Aline Barros & Cia : Aline Barros
- Jóia Rara : Mara Maravilha
- As Canções da Minha Vida 15 Anos : Ao Vivo, Cristina Mel
- Promesas : Soraya Moraes
- Tudo O Que Soul : Robson Nascimento

## Meilleur Album pop contemporain brésilien
- Até Onde Vai : Jota Quest
- 4 : Los Hermanos
- Tímeles : Sergio Mendes
- Pra Você : Margareth Menezes
- Infinito Particular : Marisa Monte
- Sandy e Junior : Sandy & Junior
- As Super Novas : Ivete Sangalo

## Meilleur Album rock brésilien
- MTV Ao Vivo : Barão Vermelho
- Imunidade Musical : Charlie Brown Jr.
- Acústico MTV : O Rappa
- Hoje : Os Paralamas do Sucesso
- Sim E Não : Nando Reis

## Meilleur Album samba/pagode
- Uma Nova Paixão Ao Vivo : Alcione
- Brasilatinidade Ao Vivo : Martinho Da Vila
- Ao Vivo : Demônios da Garoa
- Universo Ao Meu Redor : Marisa Monte
- Alma Negra : Jair Rodrigues

## Meilleur Albummusique populaire brésilienne
- Obrigado, Gente! : João Bosco
- Ana e Jorge Ao Vivo: Ana Carolina et Seu Jorge
- Hoje : Gal Costa
- Uma Voz... Uma Paixão : Jane Duboc
- Segundo : Maria Rita
- Simone : Ao Vivo, Simone

## Meilleur Album de musique romantique brésilienne
- Roberto Carlos : Roberto Carlos
- Tudo Que O Tempo Me Deixou : Alaíde Costa
- Amor Absoluto : Daniel
- De Corpo E Alma : Leonardo
- Louca Paixão : Tânia Mara

## Meilleur Album de musiques traditionnelles brésiliennes
- Sou Brasileiro : Frank Aguiar
- Volume 8 : Banda Calypso
- Levante A Taça : Caju e Castanha
- Vida Marvada : Chitãozinho & Xororó
- Para Toda A Familia : Sérgio Reis

## Meilleure Chanson brésilienne (en portugais)
- Abalou : compositeur Gigi
- Balé De Berlim : compositeur Gilberto Gil
- Caminho das Águas : compositeur Rodrigo Maranhão
- Ela Faz Cinema : compositeur Chico Buarque
- O Bonde do Dom : compositeurs Arnaldo Antunes, Carlinhos Brown et Marisa Monte

## Meilleur Album de musique latine pour enfants
- Canciones y cantos-juegos infantiles del folklore puertorriqueño : Griselle Bou, Víctor Meléndez y Annette Bou
- Adriana Partimpim : O Show, Adriana Calcanhotto
- El Regalo 2 : Tatiana
- XSPB-6-Festa : Xuxa

## Meilleur Album de musique classique
- Chavez Complete Chamber Music, Vol. 3 : Jeff Von Der Schmidt
- Concierto Barroco : Manuel Barrueco y Víctor Pablo Pérez
- Contratenor : Edson Cordeiro
- Encantamento : Eduardo Marturet
- Rhapsody In Blue : Michel Camilo et Ernest Martínez Izquierdo
- Tempo Caboclo : Mauro Senise et Jota Moraes

## Meilleur design d'album
- Café De Los Maestros : Laura Varsky (Café De Los Maestros)
- Live In Los Angeles : Alexandra Lahr (Los Pinguos)
- Productos Desaparecidos : Omar Delgado (La Pestilencia)
- Samba Passarinho : Marcelo Kertész (Péri)
- Tijuana Sessions, Vol. 3 : Fritz Torres et Jorge Verdin (Nortec Collective)
- Timeless : Edward Martínez (Sergio Mendes)

## Producteur de l'année
- Cesar Camargo Mariano
- Moogie Canazio
- Lenine
- Cachorro López
- Gustavo Santaolalla

## Meilleur video clip
- Mojado : Ricardo Arjona
- ¡Atrévete te, te! : Calle 13
- Te echo de menos : Chayanne
- La tortura : Shakira & Alejandro Sanz
- Me voy : Julieta Venegas

## Meilleure vidéo musicale
- Blanco y negro en vivo : Bebo y Cigala
- Un viaje : Café Tacuba
- Baile Barroco : Daniela Mercury
- Acústico MTV : O Rappa
- Simone : Ao Vivo, Simone